# Killer Bean Forever
Killer Bean Forever ist ein US-amerikanischer Animationsfilm. Er wurde von Killer Bean Studios produziert und am 9. Dezember 2009 veröffentlicht.

## Handlung
Killer Bean wird nach Beantown geschickt, aber als er eines der Lagerhäuser des Mafiabosses Cappuccino angegriffen wird, wird er auf Detective Cromwell aufmerksam, eine Bohne, die versucht, Cappuccino und möglicherweise Killer Bean hinter Gitter zu bringen.

## Produktion
Das Konzept für Killer Bean entstand in einem Kurzfilm von Jeff Lew Ende der 1990er Jahre mit dem Titel „Killer Bean: The Interrogation“ und später „Killer Bean 1“ genannt wurde. Jeff Lew wollte sich mit diesem Kurzfilm nur die Animation beibringen und erhielt nur etwa 3000 Aufrufe. Nachdem Lew mehr als zwei Jahre Animation geübt hatte, begann er mit der Arbeit an „Killer Bean 2: The Party“, einem 7-minütigen Kurzfilm. Die Erstellung von „Killer Bean 2“ dauerte ungefähr 3 Jahre und wurde im Jahr 2000 auf iFilm veröffentlicht. In etwa 6 Monaten erhielt es ungefähr eine Million Aufrufe.
Der erste Rohentwurf des Drehbuchs dauerte ca. 5 Monate. Die Prävisualisierung dauerte ungefähr eineinhalb Jahre. Ein Fehler, den Lew bereute, war, dass er die Konzeptgrafik nicht vor dem Previz erstellte, was bedeutete, dass viele der Previz-Aufnahmen nicht für die endgültige Animation wiederverwendet werden konnten. Lew postete dann eine Anzeige auf Craigslist für Stimmen und sprach ungefähr 20 Leute vor und verpflichtete vier. Bis Juli 2005 war die gesamte Vorproduktion abgeschlossen.
Die Produktion des Films dauerte ungefähr 5 Jahre, davon ungefähr 1½ Jahre in der Vorproduktion und 3 Jahre in der Animation. Killer Bean Forever hatte ungefähr 1000 animierte Aufnahmen. Im Allgemeinen erhalten Animatoren 1 bis 4 Wochen Zeit, um eine Aufnahme zu erstellen. Die Erstellung von 1000 Aufnahmen hätte 20 Jahre gedauert. Lew verwendete daher ein kostengünstiges 2D-Bewegungserfassungssystem, um die Animation zu beschleunigen, hauptsächlich mit Lippensynchronisation.
Im Mai 2018 wurde der gesamte Film auf YouTube veröffentlicht.